# Rachael Dunlop
Rachael Anne Dunlop (Sídney, 19 de noviembre de 1970), popularmente conocida como Dra. Rachie, es una investigadora médica y escéptica australiana. Es una académica postdoctoral en biología celular en la Universidad de Tecnología de Sídney.
Prominente dentro movimiento escéptico australiano, frecuentemente bloguea contra el anti-movimiento de vacuna en Australia y tiene un segmento regular en el podcast "The Skeptic Zone". Dunlop ganó un Shorty Premio en 2010 para sus publicaciones en Twitter sobre temas de salud.
Dunlop ha sido entrevistada sobre escepticismo, vacunas, y sus investigaciones en varias radios nacionales y programas televisivos, incluyendo Ideas Grandes, El Proyecto, y Lateline.

## Biografía

### Educación
Dunlop estudió arte y ciencia en la secundaria, y después de la graduación conseguía un certificado en arte de Escuela de Calle del Stanley de Arte (mayormente en fotografía e impresión), seguidos por un Diploma Adelantado en Diseño Gráfico del Croydon Parkde TAFE en Australia Meridional. Ella completo también en la AWARD School (Escuela Australiana de Escritores y Directores de Arte).
Trabajo como fotógrafa, printmaker, diseñadora gráfica, y copywriter para una agencia publicitaria internacional grande, pero finalmente en su trabajo publicitario y buscó obtener un bachelor's degree en biología de célula en Universidad de Adelaida, pese a no haber tomado biología en el instituto. Entonces recibo el grado con honores del Departamento de Toxicología y Farmacología Experimentales y un PhD en biología celular de Escuela Médica de Sídney en 2005. La disertación de su PhD examinó los mecanismos de degradación impar de proteínas oxidadas con un foco en las consecuencias para la enfermedad de corazón.

### Carrera
Trabajó como investigadora médica en el Heart Research Institute en Camperdown, Nueva Gales del Sur, y es actualmente una académica postdoctoral en la Universidad de Tecnología de Sídney, donde estudia desórdenes en el envejecimiento y enfermedad de la neurona motora. Esta también en el tablero de editorial para el "Focus on Alternative and Complementary Therapies".
En 2013 recibió la atención de los medios de comunicación por un editorial sobre un estudio que demostró un enlace entre exposición a la cyanobacteria y la enfermedad de la neurona motora, también conocida como la esclerosis lateral amiotrófica (ALS). Ella y sus colegas encontraron que las bacterias (generalmente llamadas blue-green algae) producen un aminoácido llamado BMAA que mata a la célula y provoca el inicio de una enfermedad fatal. La cyanobacteria puede ser ingestada al beber agua contaminada e incluso puede estar en las frutas y vegetales lavadas en esta agua. Además, BMAA puede ser responsable para el extremadamente alto alcance de la enfermedad entre los indígenas de Guam, quiénes comen murciélagos de fruta que han comido las semillas de las plantas que crecen entre la cyanobacteria. Sugiere que el uso de cyanobacteria en la producción del fertilizante incluso puede ser enlazada a una incidencia más alta de la enfermedad entre atletas seguros. Otros investigadores han empezado las pruebas clínicas de tratamientos potenciales basados en esta búsqueda.

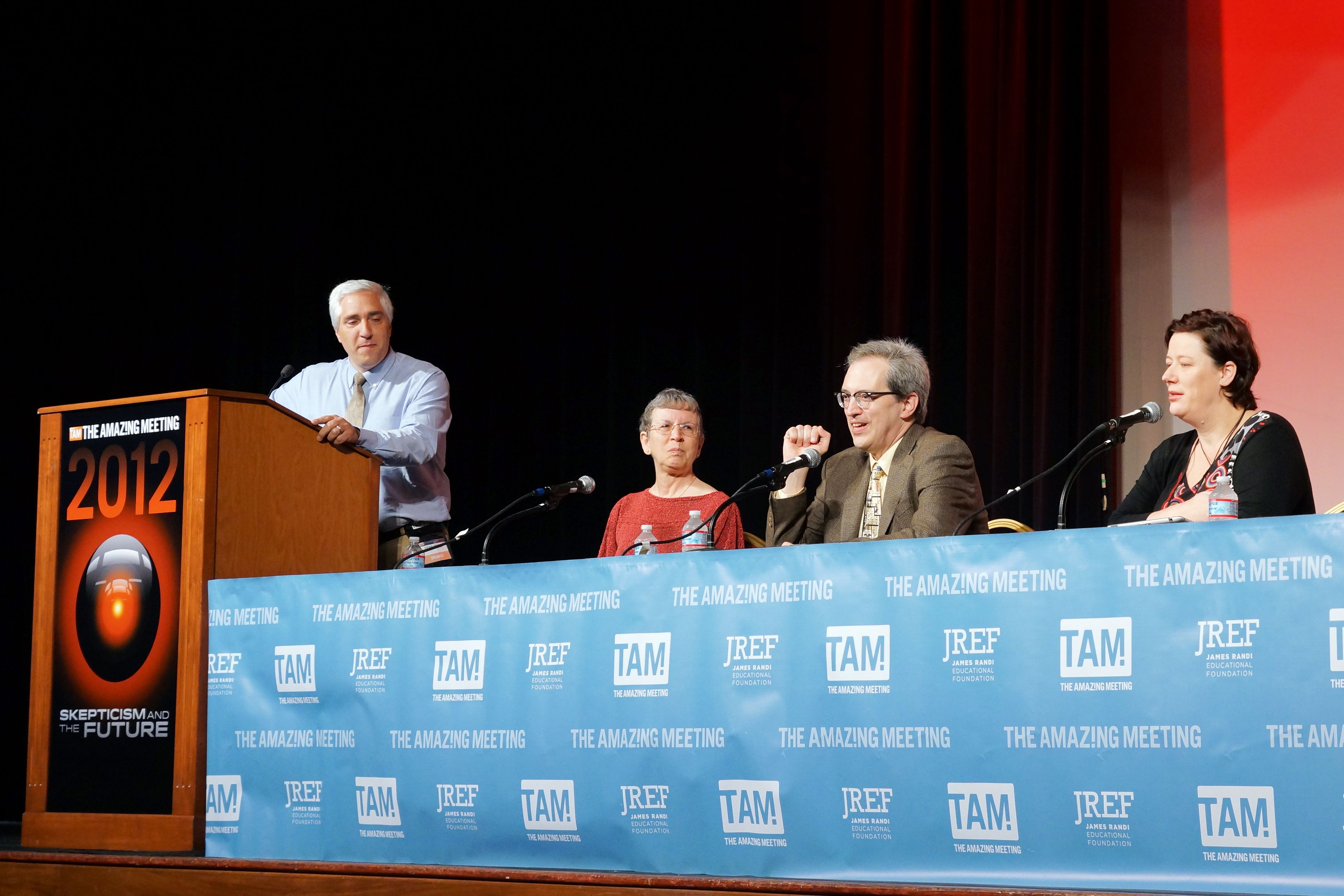
Steven Novella, Harriet Sala, David Gorski, y Rachael Dunlop (derecha) en un tablero en El Amaz!ng Reunión 2012

### Escepticismo
Rachael Dunlop se implicó en el movimiento de escepticismo científico en 2008 después de conocer al presidente de Escépticos australianos, Richard Saunders, en un evento de Skeptics in the Pub. Es actualmente la vicepresidenta del comité de Nueva Gales del Sur de los Escépticos australianos, y tiene un segmento regular "Dr. Rachie Reports"  y en el podcast de la organización, "The Skeptic Zone", donde  disecciona las reclamaciones de practicantes de medicina natural. Ella también coorganiza la en grupo en Meetup Escépticos de Sídney  y ayudó organizar "The Amaz!ng Meeting Australia".
Se unió a "Los Detectives de Misterio", al mando de Saunders. El programa enseña a los alumnos a utilizar la ciencia y pensamiento crítico para investigar lo  paranormal, como la radiestesia, la cuchara que dobla, y firewalking.
Gran parte de la defensa de Dunlop como escéptica se enfoca en contrarrestar los reclamos del movimiento contra la vacunación, específicamente la Red de Vacunación Australiana (AVN) y su expresidente Meryl Dorey. En 2010 el AVN estuvo ordenado por la Comisión de Quejas de Cuidado de Salud a poner un aviso prominente en su sitio web, pero la organización rechazó cumplir y apeló la decisión. En respuesta, Dunlop y otros escépticos organizaron una "bomba de Google" de modo que la web busca el nombre de la organización resultada en varios enlaces a sitios web críticos en la primera página de resultados. En 2009 los Escépticos australianos presentaron Dorey y el AVN con su Bent Spoon Award, el cual se "presenta al perpetrador de la pieza más absurda de piffle paranormal o pseudocientífica". Dorey respondió rápidamente con un comunicado de prensa sarcásticamente "aceptando" el premio.
Después de la muy publicitada muerte en 2009 de Dana McCaffery, de cuatro semanas de edad, a causa de la tos ferina, una enfermedad prevenible por vacunación, Dorey afirmó en una entrevista televisada que la muerte de la niña no estaba relacionada con la enfermedad. Dunlop y otros escépticos crearon el grupo "Parón al AVN" de Facebook contra movimiento de anti-vacunación.
Tiene un blog, The Sceptics' Book of Pooh-Pooh, donde escribe sobre el movimiento de antivacunación y otros temas relacionados con salud. Ha también contribuyó artículos a la Ciencia-blog de Medicina Basada sobre la Red de Vacunación australiana, entre otros temas. Ocasionalmente escribe artículos sobre medicina natural para The Conversation. Fue invitada para hablar en dos mesas en The Amaz!ng Meeting 2012: "La Verdad sobre la Medicina natural" y "Dr. Google".
Dunlop comentó en un editorial en The Guardian que los medios de comunicación informan de temas relacionados con las vacunas dando demasiado peso a voces del movimiento anti-vacuna pese a representar una "minoría insignificante" comparada con los doctores y científicos quiénes recomiendan vacunación.
Dunlop ganó en 2010 un premio Shorty en la categoría de Salud para sus publicaciones en Twitter sobre asuntos médicos.